# Johann van Beethoven
Pour les articles homonymes, voir Beethoven (homonymie).
Johann van Beethoven, né le 14 novembre 1740 à Bonn et mort le 18 décembre 1792 dans la même ville, est le père de Ludwig van Beethoven.
Johann van Beethoven a été musicien et ténor à la Cour de l'Électeur. Homme médiocre et brutal, alcoolique notoire, il élève ses enfants dans la plus grande rigueur. Le 12 novembre 1767, il a épousé Maria-Magdalena van Beethoven née Keverich (1746 - 1787), fille d'un cuisinier de l'Électeur de Trèves ; avec qui il a sept enfants dont trois seulement ont atteint l'âge adulte : Ludwig (1770-1827), Kaspar-Karl (1774 - 1815) et Johann (1776 - 1848).
Johann van Beethoven détecte rapidement le don musical de son fils Ludwig, et réalise le parti exceptionnel qu'il peut en tirer. Il pense notamment à Léopold Mozart qui, une quinzaine d'années plus tôt, exhibait son fils Wolfgang Amadeus à travers toute l'Europe. Ainsi, il entreprend dès 1775 l'éducation musicale de son fils et tente en 1778 de le présenter au piano à travers la Rhénanie, de Bonn à Cologne, en le faisant passer pour deux ans plus jeune qu'il ne l'est réellement. Mais là où Léopold Mozart avait su faire preuve d'une subtile pédagogie auprès de son fils, Johann van Beethoven ne semble être capable que d'autorité et de brutalité ; et à l'exception d'une tournée aux Pays-Bas en 1781, cette expérience demeura infructueuse et sans suite.
Il meurt à Bonn quelques semaines après le départ de Ludwig pour Vienne.